# Grootaertia bistylata
Grootaertia bistylata är en tvåvingeart som beskrevs av Grichanov 1999. Grootaertia bistylata ingår i släktet Grootaertia och familjen styltflugor. Inga underarter finns listade i Catalogue of Life.